# Пеония
 Тази статия е за историческата област.  За административната единица вижте Пеония (дем).  
 Вижте също: Paeonia.
Пеония (на старогръцки: Παιονία; на латински: Paeonia) е територия, наречена по името на населявалата я племенна група на пеоните. Намира се в югозападните райони на Балканския полуостров, в пределите на днешните държави Северна Македония и Гърция. Пеоните са изчезнала преди края на античността племенна група оттрако-илирйски  по-късно елинизирани. Лингвистично езикът им е смес от тракийския и илирски.
Пеоните най-вероятно са наследници на мигрирало обратно от Мала Азия тракийско племе фриги което тук смесва приетите малоазийски влияния с тези на заварените местни илирийски племена. Те дълго се отличават от околните траки, въпреки многото династични и други връзки между им.

## Легенди
Според античната легенда предадена от Херодот (Herodotus v. 13), те са преселници от Троя. Омир (Iliad, book II, line 848) споменава пеоните от Аксиос (Вардар), че участват заедно с балканските и малоазийските траки на страната на Троя срещу гърците. Омир, Херодот, Тукидид и други споменават като пеони племената: сиропеони, пеопли, добери, лаели, дерони, сапеи, граи, леи, орески, елимеи, еордеи, тимфеи, паравеи, алиндеи, синти, гортини и други, а агрианите направо са смятани за тракийско племе.

## Произход
Пеоните най-вероятно са смес на староседелските пеласгийски, илирийски и тракийски племена с наследници на колонисти от Мала Азия, възможно от земите на древна Лидия т.нар. меони (пеони), самите те произхождащи от смесили се с местните хети, както и мигрирали там от Балканите тракийски племена на мизи, фриги, кари и малоазийски траки. Пеоните обособяват свои сред съседните държавно-племени образувания и установяват много династични и други връзки с тях. Античните лелеги, хети, кари, лики, лиди, бриги, килики и други племена са основното ядро на меоните или пеоните, живели първоначално на територията на Лидия (Мала Азия). Преселилите се на Балканския полуостров древни меони, в по-старите времена, възможно около 2000 – 1500 г. пр.н.е., интегрирали се със сродните местни племена остават в историята като пеони. Около 687 г. пр.н.е. цар Гиг, основател на династията на Мерменадите в антична Меония, завладява престола и променя името от Меония на Лидия, която дотогава се е управлявала от династията на Хераклидите с цар Марсил (името на последния цар от Хераклидите, от Херодот 1.7., вж. за надписа на Ашурбанипал).

## Ареал
На Балканите преходната зона между тракийските и илирийските племена, на север от планината Скомбър (дн. Витоша) на юг до Македония, най-общо между Струма и Вардар векове е населявана от пеони. В тези предели, на север от Македонското царство, има най-много тракийски етноними: агриани, едони, бистони и бисалти. Там, се споменават племена като: трери, тилалеи, граи, леи агриани (по сведение на Херодот), на юг от Парорбелия (пл. Беласица) са: емони, Мигдони, крестони, бисалти, дерсаи (саи), сапеи и др. Пеони са живели още по поречията на реките (в долните течения) на Места (Нестос), Струма (Стримон), Вардар (Аксий), Брегалница (Астиб), Бистрица (Халиакмон) и Черна (Ехейдор). Пеоните имат свой градове или т.нар. селищни центрове. Имената на някои племена са идентични с тези на селищни им центрове. Това се наблюдава при синтите, които са основали градовете Хераклея Синтика и Синда (на Солунския залив), Орестида на орестите (дн. Костурско), линкестите са имали Хераклея Линкестис, Добер на дероните и др. Известни са ни големи пеонски градове-крепости – циклопски градежи – като само по долината на река Вардар са: Ейдомене, Аталанта, Гортиния, Европ, Алкомена, Терма и др.
Някои, имена на градовете столици в Пеония или на държавно-племенните им обединения са били: Билазора (Велес) на река Вардар, Балла на пиерите (дн. Палатица), Терма на мигдоните (Тесалоники), Антемунт на крестоните, Бригиз на бригите (недалеч от устието на Струма), Лебея (много стар град, прочут с козите си), Брусида на Охридското езеро, Синда на Солунския залив, Кидонитон някъде в Северна Пеония (предполага се, че са преселници от Крит), Кидрайон на р. Еригон, Галикон на крестоните на река Ейхедор (дн. Галико), Лета и Сер-Сирис на сиропеоните (дн. Сяр), Крусидон (Крусида) на мигдоните, Гортиния и Меланд на крестони и едони, Едеса-Еге на старите Егестей (Едестей), Паленон, Бизалтикон на бизалтите и други. Град Тоскион на юг от река Шкумба е разделял илири, македони и пеони. Бероя (Бер), Клеона, Акратон, Мекибернон, Ератира в съседство с Елимея, Аба на абейците колонизирали остров Евбея около 1400/1200 г. пр.н.е. Стира, Каристон и много други неизвестни местонахождения, в които се наблюдава т.нар. процес на сиклейтизъм (смесване между различни племенни групи в населените места).

## История
Около 515/14 г. пр.н.е. голяма част от пеоните са подчинени от персите на Дарий I Ахеменид и са негови съюзници във войните му срещу Атина и елините.
След това те са стават цел на експанзията на древна Македония и постепенно са поставени в зависимост от Александър I Македонски (498 – 454 г. пр.н.е.), синът му Пердика II (454 – 414/3 г. пр.н.е.) и Архелай (413 – 399 г. пр.н.е.)
Одриския тракийски владетел Ситалк в отговор на древномакедонската експанзия в похода му срещу Пердика II в 429 г. пр.н.е. минава през земите на пеонските племена без да загуби никаква част от войската си и дори я увеличил . През 4 век пр.н.е. Пеония е доминирана от тракийското племе на Дентелетите и напълно се влива в тракийската културна среда.
С установяването на господство на Балканите, Филип II Македонски (359 – 336 г. пр.н.е.) напълно подчинява Пеония и съседните ѝ държави между 342 – 338 г. пр.н.е., като поставя за управители свои подчинени (хетайри – приятели военачалници). При Александър III Македонски (336 – 323 г. пр.н.е.) пеоните са му подчинени съюзници и участват като едни от най-добрите воини във войната му срещу Персия (вж. за Аристон от Диодор Сицилийски).
След смъртта на Александър във Вавилон на 13 юни 323 г. пр.н.е., Пеония отхвърля Македонското господство, възползвайки се от това, че Александровата империя е обхваната от множество граждански войни, предизвикани от т.нар. диадохи и пълководци (военачалници и наследници на Александър Велики) през следващите около 40 години. За доказателство на тази независимост се посочи обилното монетосечене на пеонския цар Патрай (323 – 315 г. пр.н.е.) и неговите синове в пеонски теглови стандарт, който се отличава от атическо-евбейския, прокаран и утвърден от Филип II и Александър III Македонски. Така антична Пеония се обединява със съседните и сродни тракийски и илирийски племена в една силна държава, дава отпор на антична Македония.
Македонското господство е възстановено при управлението на Лизимах (323 – 281 г. пр.н.е. – цар на Македония и Тракия) през 286 г. пр.н.е.
След неговата гибел при битката при Куропедион (Мала Азия) през 281/280 г. пр.н.е., най-малкият син на цар Авдолеон (315 – 287 г. пр.н.е.), Леон си възвръща престола и заздравява отново Пеония.
Филип V Македонски (ок. 221 – 179 г. пр.н.е.) побеждава последния независим цар на Пеония Дропион ок. 218/215 г. пр.н.е. в битка и напълно я подчинява.
Последните сведения за Пеония са от писмени извори за пеонския цар и военачалник Дидас, който заедно с траките е съюзник на македоните ок. 205/197 г. пр.н.е. във Втората македонска война срещу Рим.
След 168 г. пр.н.е. Рим завладява напълно Балканския полуостров и установява пълен контрол върху управлението на балканските народи, до към 148 г. пр.н.е. Тогава е потушено въстанието на македони, пеони и илири под предводителството на Филип VI Андриск (ок. 156 – 148 г. пр.н.е.). Пеония става част от римска провинция Македония.
При император Диоклециан, Пелагония или Пеония образуват Македония Секунда, която е част от преторианската префектура Илирия. От V-III в. пр.н.е. елинизацията на тамошните племена и народи е в пълен ход. Основният писмен език сред негръцките народи на Балканите и егейските острови става старогръцкият. Много от имената, надписите върху монетите, мраморните стели и другите артефакти са на този език до към II-I в. пр.н.е., когато Рим налага латинския.
Около I в. пр.н.е. пеонците са асимилирани и Пеония се превръща само в географско наименование. Останали са доста градове селища и местности до наши дни с името Пеонец, Паянец, Пянец, Меон(а)-(иан) и др.
До реформата от 1997 г. в модерна Гърция има епархия с име Пеония. Сега Пеония е само едно от многото исторически съществували и изчезнали държавно племенни образувания, допринесли за културно-историческо наследство на Балканите.

## Пеонски царе
Хронологията на царете на Пеония е от края на V и началото на IV в. пр.н.е. до края на съществуването на пеонската държава. Първата информация с приблизителна датировка за царуването на пеонските царе идва само от нумизматиката. Монетите са визитните картички на пеонските царе. Затова се приема следната последователност:
1. Цар Бастарей – около 400 – 380/78 г. пр.н.е.; има 2 бр. известни негови монети номинал тетрадрахми с различни печати, открити през 1855 г. в находка в Кюстендилско и от аукциона на Жан Виншон в Париж през 1978 г.;
2. Цар Тевтомадон – около 378/7 – 360/359 г. пр.н.е.; има 2 бр. известни негови монети номинал тетрадрахми от западни аукциони и 1 бр. диобол от Скопския музей;
3. Цар Агид – около 359 – 356 г. пр.н.е. – узорпатор на престола; няма негова известна монета;
4. Цар Ликей – около 356 – 349/8 г. пр.н.е. – син на цар Тевтомадон (доказателство – имат общи портретни черти с Тевтомадон); Има известни негови монети номинали тетрадрахми от Режанската находка (Пернишко) и отделно открити тетраоболи и диоболи;
5. Цар Симон – около 348 – 336/5 г. пр.н.е. – родом от град Пидна, приятел и генерал на Филип II Македонски, поставен от него на пеонския престол; има известни 2 бр. негови монети – номинал тетрадрахми;
6. Цар Никарх – около 335 – 324/3 г. пр.н.е. – син на Симон от Пидна, назначен за триерарх от Александър Велики (вж. „Индика“ на Ариан); има една известна негова монета (публикувана от Сворон) и открита през ХIХ в. с монети на Патрай от Кюстендилско;
7. Цар Патрай – около 323/2 – 315/4 г. пр.н.е. – предявил независимост ок. 321/320 г. пр.н.е., син на Ликей и внук на цар Тевтомадон; има много известни негови монети от Режанци (Пернишко);
8. Цар Авдолеон – около 315/4 – 287 г. пр.н.е. – син на цар Патрай (от писмен извор върху стела, открита в агората на Атина); има много известни негови монети;
9. Цар Аристон – около 285 г. пр.н.е. – син на Авдолеон, детрониран от цар Лизимах в деня на коронацията си, след обредното му потапяне в река Астиб (пеонските царе са били короновани след изкъпване в реката – древен царски обичай); няма известни негови монети;
10. Цар Леон – около 280/79 до към 250 г. пр.н.е. – син на Авдолеон и брат на цар Аристон, възкачва се веднага след смъртта на цар Лизимах; има известни негови монети – сребърни диоболи и бронзови;
11. Цар Дропион – около 250/49 – 218 г. пр.н.е. – последният пеонски цар, убит от Филип V Македонски; има известни само бронзови монети с негов монограм;
12. Цар Дидас – около 215 – 200/197 г. пр.н.е. – предводител на пеоните с 4000 бойци, съюзник на Филип V Македонски; няма известни негови монети;

От около VII и VI в. пр.н.е. има оцелели исторически извори, в които се споменава за архаичните пеонски царе с имена Евергета, Докидан, Доким и други (известни са от техните монети голям номинал – декадрахми, октодрахми и др.), но няма точна хронология или датиране на тяхното царуване.